# Abenteuer Atlantis
Abenteuer Atlantis is een interactieve darkride in het Duitse attractiepark Europa-Park. De attractie staat in het themagebied Griekenland en is gedecoreerd naar Atlantis.
Langs de wachtrij zijn verschillende objecten en animatronics te zien die het verhaal omtrent Atlantis vertellen. Tevens worden er video's afgespeeld en staan er borden met uitleg in het Duits, Engels en Frans over de werking van een interactieve darkride. Tijdens de circa 4,5 minuut durende rit rijden de voertuigen door het nagebouwde Atlantis, waarin verschillende (bewegende) objecten en animatronics staan opgesteld. Op sommige van deze objecten en animatronics bevindt zich een rode, blauwe of groene 'lamp'. Het is de bedoeling dat de bezoekers hierop schieten met hun laserpistool om punten te verzamelen. Raak schieten op een rode lamp kan buiten extra punten ook puntenaftrek betekenen. Tijdens de rit staat de huidige score in het voertuig aangegeven. Aan het eind van de rit wordt van elke voertuig een onride foto gemaakt.
De ontwerper, Michel den Dulk, gaf in een interview in 2021 aan dat hij niet trots is op het project. Europa-Park wilde de darkride zo goedkoop en snel mogelijk gereed hebben.
Lijst van attracties in Europa-Park